# أمير كياسر (كياشهر)
امیر کیاسر (بالفارسية: امیرکیاسر) هي مستوطنة تقع في إيران في قسم کیاشهر الريفي. يقدر عدد سكانها بـ 1,135 نسمة .